# 127 mm Mk. 45
L'Mk 45 è un cannone navale di progettazione statunitense, pensato per l'attacco a bersagli di superficie con una leggerezza e compattezza notevoli, dotato di una massa di 21,7 tonnellate, per 20 colpi al minuto su distanze di 24 km e con munizioni da 31 kg.
Il cannone Compatto di OTO Melara, nonostante il nome, pesa 34 tonnellate, ma ha una cadenza di tiro di 40-45 colpi al minuto, e 66 colpi in 3 giostrine pronti all'uso: è evidente che siano due armi molto diverse e pensate per compiti diversi. L'ultima evoluzione, chiamata Mk 45 Mod 4, vede la canna allungata da 54 a 62 calibri, con proiettili a gittata aumentata, a 37 km con munizioni convenzionali, e 116 chilometri con munizioni a razzo Mk 171 ERGM (il programma di quest'ultima munizione è stato però successivamente cancellato).

## Storia e progetto
Lo sviluppo dell'Mk 45 iniziò negli anni '60 con lo scopo di sostituire il precedente Mk.42 che era entrato in servizio nel 1953. Questo cannone era il principale cannone antiaereo della flotta, e quindi aveva un'alta cadenza di tiro. Tuttavia, già negli anni '60, le armi antiaeree si stavano orientando sui missili superficie-aria, e l'uso antiaereo era considerato un ruolo secondario per l'Mk 45. Piuttosto, il suo ruolo principale sarebbe stato il contrasto in superficie ad altre unità navali e il tiro costiero (Naval Surface Fire Support). Di conseguenza, i due meccanismi di sollevamento dell'Mk 42 furono sostituiti da uno solo, e sia la cadenza di fuoco che il numero di colpi pronti al fuoco furono dimezzati a 20 colpi al minuto. Anche l'angolo di elevazione massimo fu ridotto da 85 gradi per l'Mk 42 a 65 gradi per l'Mk 45.

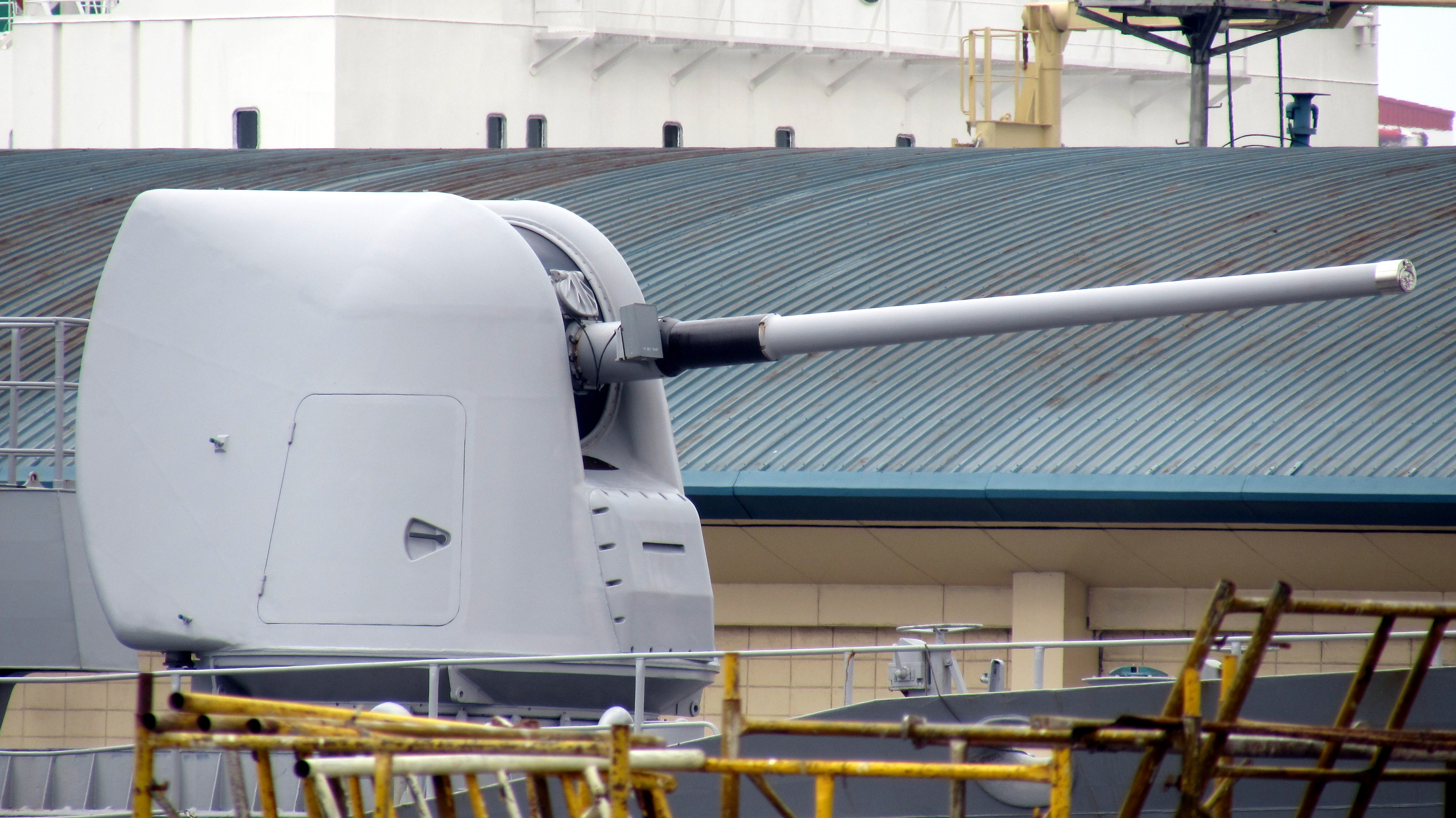
Vista laterale del cannone Mk 45.

D'altra parte, il meccanismo di caricamento e sollevamento delle munizioni e il meccanismo di azionamento della torretta furono semplificati per ridurre il peso e migliorare l'affidabilità. La torretta pesa 21,7 tonnellate, molto meno rispetto alle circa  61 tonnellate del cannone Mk.42. La torretta è realizzata in lega di alluminio, ed è completamente automatizzata con un sistema di caricamento automatico. Inoltre ci sono due tipi di torrette per il cannone: il modello standard Mk 63 e il modello Mk 63 Mod 1 con un design stealth che riduce il riflessi radar.

## Caratteristiche tecniche
Le caratteristiche che distinguono l'Mk 45 sono le dimensioni estremamente contenute per un cannone da 127 mm, e un sistema di ricarica automatica molto efficiente e affidabile. La canna del cannone è denominata Mk 19, ed è da 127 mm e lunga 54 calibri, ad anima rigata, simile a quella utilizzata nel cannone Mk.42 che è chiamata Mk 18. La velocità alla volata è di circa 760 metri al secondo. L'Mk 45 Mod 4 ha invece una canna da 62 calibri chiamata Mk 36 che la distingue dalle precedenti versioni.

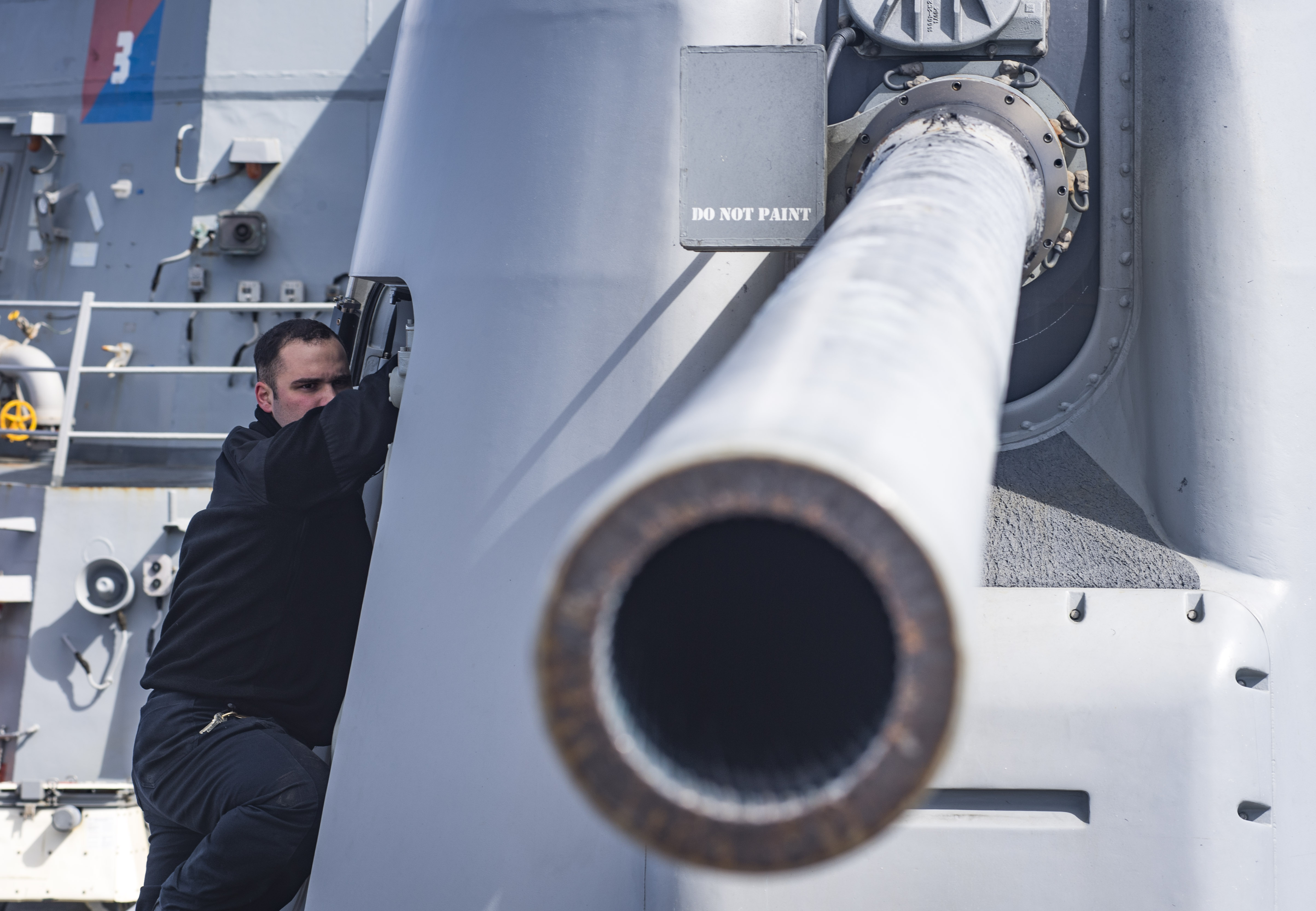
Vista ravvicinata della bocca del cannone Mk 45..

Il cannone è gestito da sei operatori, tra cui il comandante del cannone e l'operatore del pannello di controllo nella sala controllo, e quattro addetti nella sala munizioni inferiore. La sala controllo contiene tre pannelli che controllano il funzionamento e l'alimentazione del cannone: il pannello di alimentazione, il pannello di controllo, e il pannello di prova.

## Varianti
- Mk 45 Mod 0: Prototipo completato nel 1971.
- Mk 45 Mod 1: Versione di serie. Il dispositivo di impostazione della spoletta fu modificato da meccanico a elettronico, e il cannone fu adattato per l'uso con proiettili di artiglieria guidati.
- Mk 45 Mod 2': Versione del Mod 1 concepita inizialmente per l'esportazione, ma divenuta di uso comune nella US Navy.
- Mk 45 Mod 3: Versione con sistema di controllo aggiornato e canna lunga 62 calibri. Non entrò mai in servizio.
- MK 45 Mod 4: Versione che utilizza il cannone Mk 36 Mod 4 con una lunghezza di 62 calibri, e in molti casi la torretta è stata anche aggiornata al modello Mk 63 Mod 1. Nonostante i cambiamenti rimane l'interoperabilità con i cannoni esistenti, perché è ancora condiviso il 90% dei sistemi.